# Port lotniczy Janbu
Port lotniczy Janbu (IATA: YNB, ICAO: OEYN) – port lotniczy położony w Janbu, w prowincji Medyna, w Arabii Saudyjskiej.

## Linie lotnicze i połączenia
| Linia Lotnicza              | Kierunek                  |
| --------------------------- | ------------------------- |
| Air Arabia                  | 1. Kair 2. Szardża        |
| Air Cairo                   | 1. Aleksandria 2. Sauhadż |
| AlMasria Universal Airlines | 1. Kair                   |
| FlyEgypt                    | 1. Kair                   |
| Flynas                      | 1. Dammam                 |
| Nesma Airlines              | 1. Kair                   |
| Nile Air                    | 1. Aleksandria 2. Kair    |
| Qatar Airways               | 1. Doha                   |
| Saudia                      | 1. Dżudda 2. Rijad        |
| Turkish Airlines            | 1. Stambuł                |